# DuckDuckGo
DuckDuckGo (DDG) je webový vyhledávač, který klade důraz na soukromí uživatelů, nevytváří efekt tzv. filtrovací bubliny a neprofituje prodejem osobních informací uživatelů.
Společnost provozující vyhledávač DuckDuckGo, Inc., sídlí v Paoli v Pensylvánii ve Spojených státech a k červnu 2022 má 180 zaměstnanců. Vyhledávač dostal jméno po dětské hře chodí pešek okolo, v angličtině známé jako Duck, Duck, Goose.

## Historie
DuckDuckGo byl založen Gabrielem Weinbergem v roce 2008 za účelem poskytnutí soukromí uživatelům internetu.
V červnu roku 2012 DuckDuckGo každý den průměrně vyhledal 1,5 milionu výsledků.
Největší vzrůst DuckDuckGo zaznamenal v roce 2013 poté, co Edward Snowden vynesl na veřejnost sporné činy NSA a jejich sběr informací po internetu na celém světě. Návštěvnost webu a dostupnost výsledků vzrostly až o 90 %.
V květnu 2014 DuckDuckGo zcela redesignoval svoje stránky a přidal mnoho nových funkcí do vyhledávání jako například mapy, automatické návrhy, obrázky, videa atd.
Osmnáctého září 2014 společnost Apple oznámila, že DuckDuckGo lze na iOS8 a OS X Yosemite použít jako výchozí vyhledávač v jejich prohlížeči Safari. 10. listopadu 2014 byl DuckDuckGo přidán jako jedna z možností výchozího vyhledávače do prohlížeče Mozilla Firefox ve verzi 33.1. V březnu 2019 byl DuckDuckGo přidán jako volitelná možnost výchozího vyhledávače v prohlížeči Chrome od společnosti Google.

## Obchodní model
Společnost DuckDuckGo ústy svého zakladatele deklaruje, že projekt vyhledávače je od roku 2014 obchodně výdělečný, aniž by docházelo k uchovávání osobních dat uživatelů a obchodování s těmito daty. Na rozdíl od konkurenčních internetových vyhledávačů (zejména Googlu) DuckDuckGo nepoužívá metody personalizace výsledků vyhledávání podle předchozích vyhledávání daného uživatele. Společnost generuje zisk především prostřednictvím reklamy, která je uživatelům zobrazována na základě vyhledávaných klíčových slov a prostřednictvím partnerství s internetovým obchodem Amazon a obchodní platformou eBay. Dojde-li k nákupu zboží v těchto obchodech, na jehož počátku bylo vyhledávání přes DuckDuckGo, náleží vyhledávači určitý podíl z výdělku. Partnerství s Amazonem a eBay je deklarováno jako striktně anonymní a nesledující (non-tracking) uživatele a tvoří údajně pouze zlomek příjmů společnosti. Většinu zisku generují příjmy z reklamy zobrazované ve vyhledávání.

## Možnosti
DuckDuckGo dokáže vyhledat a získat informace z až 50 různých služeb od Wikipedie až po službu vyhledávající ISBN knih. Při využití této funkce není nutné opouštět stránku DuckDuckGo.
DuckDuckGo se prezentuje jako vyhledávač, který neukládá vyhledaný obsah, neregistruje IP adresy uživatelů a používá cookie pouze tam, kde je to nezbytně nutné (např. v nastavení). Zakladatel Weinberg říká: „Neposíláme vaše vyhledávání jiným stránkám, ani jakkoliv jinak neobchodujeme s vašimi osobními informacemi. Tohle jsou naše zásady ochrany osobních údajů v kostce.“

## Reakce
Thom Holwerda, který zkoumal vyhledávač pro OSNews, potvrdil, že DuckDuckGo je v ochraně soukromí mnohem důslednější než Google, který bývá za svoji marketingovou politiku dost často kritizován.
V roce 2012 Google označil DuckDuckGo jako jednoho z nejnebezpečnějších konkurentů, co se vyhledávání týče.